# Komitat Baranya (historyczny)
Komitat Baranya (serb.-chorw. Baranja, niem. Branau, łac Baraniyensis, Baraniensis, Baranyensis) – dawny komitat w południowej części Królestwa Węgier. Przeważająca część jego terytorium wchodzi w skład węgierskiego komitatu Baranya, podczas gdy jego południowo-wschodnia część znajduje się w Chorwacji, jako fragment żupanii osijecko-barańskiej.

## Warunki geograficzne
Większa część komitatu Baranya jest pagórkowata, a kulminacją są góry Mecsek oraz pogórze Baranyai-dombság. Komitat graniczył od wschodu z komitatem Bács-Bodrog, od południa z Verőce, od zachodu z Somogy, od północy z komitatem Tolna, natomiast do 1932 r. od północnego wschodu z Pest-Pilis-Solt-Kiskun.
Najważniejszymi rzekami były Dunaj i Drawa.

## Historia
Komitat Baranya, podobnie do swojego sąsiada, komitatu Bács-Bodrog był najwcześniej utworzony komitatem królewskim. W XVI w. zajęty został przez Imperium osmańskie i utworzono tam nową jednostkę administracyjną – sandżak ze stolicą w Mohaczu. W XVII w. obszar komitatu został włączony do monarchii habsburskiej, po czym wrócił do Królestwa Węgier. 
W 1918 r. komitat zajęły oddziały serbskie i na pewien czas znalazł się we władaniu Królestwa Serbów, Chorwatów i Słoweńców. W wyniku traktatu trianońskiego większa jego część pozostała na Węgrzech, a mniejsza, południowo-wschodnia, trafiła do Jugosławii. W latach 1941-45 obszar komitatu został uzupełniony oddzieloną częścią (Baranyai Háromszög), ale po zakończeniu II wojny światowej Jugosławia odzyskała utracone terytorium. W 1991 r. Chorwacja uzyskała niepodległość, więc od tej pory południowo-wschodnia część historycznego komitatu należy do niej.

## Ludność
- Liczba ludności w 1880 r. wynosiła 293 414. Wśród nich było 147 474 Węgrów (50,26%), 97 475 Niemców (33,22%), 32 328 Serbów i Chorwatów (11,02) posługujących się swoim ojczystym językiem.

W 1910 r. całkowita liczba ludności komitatu wynosiła 352 478, z czego do swoją narodowość podało:
- 199 659 Węgrów – 56,6%
- 112 297 Niemców – 31,9%
- 13 048 Serbów – 3,7%
- 10 159 Chorwatów – 2,9%
- inni

## Administracja
Na początku, po ustaniu zaboru tureckiego, pozostawiono turecki podział administracyjny. Granice komitatu Baranya ustalili przedstawiciele komitatów Somogy, Tolna i Baranya pod przewodnictwem palatyna Pála Esterházy'ego na podstawie rocznych rejestrów podatków uchwalanych przez parlament tzw. dica z 1534 r. W ten sposób nie wzięto pod uwagę wsi komitatu leżących za Drawą, ponieważ w 1534 były one już pod władzą turecką.
Nazwy miejscowości (gmin) komitatu Baranya określiło rozporządzenie ministerstwa spraw wewnętrznych nr 1903. XII. 2.-i 113.225/II.30 w sprawie porządkowania nazw. W rozporządzeniu nr 113–850/1925. V. z 13.11.1925 minister spraw wewnętrznych zarządził, że nazwy miejscowości pisane przez „cz” należy w większości pisać przez „c”.

## Powiaty komitatu Baranya
Baranyavári járás (powiat): 1736 – 15.08.1941. Stolica do 31.08.1921 Dárda, 1.09.1921 – 15.08.1941 Villány. W latach 1701–1736 był częścią powiatów Baranyavári és Siklósi.
Powiat Baranyavári és Siklósi: istniał w latach między 1693 a 1736. Stolica Baranyavár. W 1736 podzielony na powiaty Baranyavári i Siklósi.
- Powiat Dárdai: 16.08.1941 – 31.12.1944. Stolica: Dárda
- Powiat Hegyháti (wcześniej Mecsekháti): 1736 – 31.05.1950. Stolica: Sásd. Inna nazwa: Sásdi
- Powiat Mohácsi: 1693–1736 i od 1775. Stolica: Mohacz. Istniał do 1983 r.
- Powiat Pécsi: od 1693 r. Stolica Pecz. Istniał do 1978 r.
- Powiat Pécsváradi: od 1871. Stolica Pécsvárad. Istniał do 1966 r.
- Powiat Siklósi: od 1736 r. Stolica Siklós. W latach 1693–1736 był częścią powiatu Baranyavári és Siklósi. Istniał do 1983 r.
- Powiat Szentlőrinci: 1775 – 31.05.1950. Stolica Szentlőrinc
- Powiat Villányi: 16.08.1941 – 31.01.1956. Stolica Villány. Istniał do 1956 r.